# Contea di Yongjing
La contea di Yongjing (永靖县S, Yǒngjìng XiànP) è una contea della Cina, situata nella provincia del Gansu.